# 後藤真希
後藤真希（日语：／ Gotō Maki，1985年9月23日—），東京都出身。日本流行音樂女歌手，所屬唱片公司為日本艾迴公司旗下的rhythm zone。為偶像組合早安少女組的原成員。

## 簡歷
1999年
- 8月4日，在早安少女組第三期成員徵選中以壓倒性表現成為唯一獲選者出道，正式加入早安少女組，為第三期成員。
- 9月9日，發行加入後首張單曲「LOVEマシーン」，公信榜連續3週第1，銷量達164萬張，是早安少女組首張百萬單曲，成為早安少女組名曲。
- 10月24日，發表與市井紗耶香和保田圭組成小早安。
- 11月24日，發行小早安首張單曲「ちょこっとLOVE」，再次成為百萬單曲。
- 12月31日，以モーニング娘。身分出席「第50回NHK紅白歌合戦」

2000年
- 4月，擔任東京電視台初代司會
- 5月，出演電影ピンチランナー  (危機跑者)
- 12月31日，以モーニング娘。身分出席「第51回NHK紅白歌合戦」

2001年
- 3月28日，推出首張個人單曲「愛のバカやろう」，奪下銷量榜No.1（同日為濱崎步、宇多田光唱片大戰），並創下Oricon首次登場即No.1的最年少紀錄（15歲6個月）保持者。
- 7～9月，連續劇『醫家姊妹』（TBS系）中，演出4姊妹中最小的妹妹。
- 12月31日，以モーニング娘。身分出席「第52回NHK紅白歌合戦」

2002年
- 7月17日，發行畢業前最後一張單曲「Do it！Now」。
- 9月23日，17歲生日這天於橫濱體育館的「モーニング娘。CONCERT TOUR 2002夏 “LOVE IS ALIVE!”」演唱會中從早安畢業單飛。
- 12月4日，發行與松浦亞彌及藤本美貴組成ごまっとう，發行單曲「Shall we love?」
- 12月18日，發行畢業後首張單曲「サン・トワ・マミー ／君といつまでも」，唱片發行也由從Zetima轉到Piccolo Town。

2003年
- 2月5日，發行首張大碟「Go Making Gold」。
- 2月5日至2月23日起，在東京及大阪舉行首個個人音樂劇「けん&メリーのメリケン粉オンステージ!」。
- 電影「青春ばかちん料理塾」初主演
- 12月31日，首次以「後藤真希」名義出席「第54回NHK紅白歌合戦」

2004年
- 1月21日，獲得國際寶飾展IJT（International Jewellery Tokyo）的女性10代部門賞
- 10月，與安倍夏美、松浦亞彌組成「後浦なつみ」，並發行單曲「恋愛戦隊シツレンジャー」
- 11月19日，獲得日本NAIL EXPO QUEEN 2004年歌手部門賞
- 12月31日，以「後藤真希&松浦亜弥」出席「第55回NHK紅白歌合戦」

2005年
- 大河劇出演（能子役）。
- 1月10日，「110番の日」、擔任警視廳的一日通信指令站長的職務。
- 10月，與安倍夏美、松浦亞彌、石川梨華組成「DEF.DIVA」，發行單曲「好きすぎて バカみたい」
- 11月11日，參加在釜山社稷體育館內舉辦的「第二屆亞洲音樂聯歡會」（2nd Asia Song Festiva l）活動
- 12月31日，以「DEF.DIVA」、「モーニング娘。ドリームチーム」身分出席「第56回NHK紅白歌合戦」

2006年
- 2月，急性腸胃炎、舞台「ハロ☆プロ オンステージ！」（2月15～19日）休演。同月21日復歸。
- 6月，舉辦「後藤真希シークレットライブ」
- 9月，前往韓國和1200歌迷舉行活動，同時在韓国發售第一張精選專輯。
- 11月，在韓國舉辦第一次的海外演唱會「GOTO MAKI LIVE TOUR 2006 G-Emotion in SEOUL」
- 12月，SanDisk廣告代言。

2007年
- 1月24日，「早安少女組誕生10年紀念隊」結成，發行單曲『僕らが生きる MY ASIA』。
- 3月13日，前往北京「日中 Super Live」演唱。（日中國交正常化35周年記念「日中文化・運動交流年」）
- 4月11日，參加日本首相官邸為中國國務院總理溫家寶訪日舉辦的晚宴，在溫家寶和日本首相安倍晉三等80名政治家面前單獨演唱了『僕らが生きる MY ASIA』。
- 4月24日～4月30日，第一次擔當「劇團 Senior Graffiti 的舞台昭和歌謡Theater『横須賀故事』」座長。
- 5月26日，參加日本MTV所舉辦的「MTV MUSIC AWARDS JAPAN 2007」，並且擔當頒獎人。
- 8月21日，參加在韓國所舉辦的「Mnet 20's Choice」頒獎典禮，獲得「Best J-Pop Star」賞。
- 10月1日，公司以「因檔期無法出席」的原因宣布後藤真希會缺席Hello! Project 2008 Winter。
- 10月28日，在個人演唱會「後藤真希 LIVE TOUR 2007 G-EmotionII～How to use SEXY～」最終場，因弟弟後藤祐樹的罪行（夥同兩名友人在東京江戸川某處工地竊取電纜而在10月20日被逮捕），而以「給成員添麻煩了」和「方向性的差異」為由從早安家族畢業。

2008年
- 6月1日，移籍確定，唱片公司、經紀約完全轉移到AVEX Group，唱片約屬於艾迴旗下品牌Rhythm Zone（旗下有倖田來未、EXILE、m-flo等藝人）
- 6月22日，在AVEX股東大會股東限定LIVE上登場，演唱Whitney Houston的『Saving all my love for you』
- 8月，24日「a-nation'08」大阪場演出，演唱了Diana King的『Shy Guy』及後藤本人作詞的『Hear me』；31日東京場演出

2009年
- 1月5日，常態演出J-WAVE新廣播節目「SWEET BLACK Girls」
- 1月21日，以「SWEET BLACK feat. MAKI GOTO」的名義，與芥川賞作家金原瞳合作，在日本手機網路上開始提供後藤真希作詞的新曲「fly away」的下載，並於官網公開PV全貌

2010年
- 1月23日，後藤真希的母親後藤時子於江戸川區的三樓住家墜樓身亡。
- 6月3日，後藤真希於東京澀谷舉行迷你演唱會，演唱新歌『寶石』、『EYES』等三首歌曲，向大眾正式宣告回歸歌壇，同日全新型態官網正式上線並發佈睽違已久的迷你專輯「ONE 獨一無二」（以個人名義）將在2010年7月28日正式發行。

2011年
- 1月12日，發行avex第二張迷你專輯「Gloria 榮耀讚歌」
- 5月4日，發行avex第三張迷你專輯「LOVE 愛」
- 6月，宣佈2012年1月退出演藝圈，並發布將於年底舉辦睽違四年的個人巡迴演唱會
- 10月17日，創立510小時，個人限定官方部落格
- 11月2日，發行avex首張原創專輯「愛語(VOICE)」
- 12月4日，於千葉市幕張展覽館，舉行暫停演藝活動前的最後單獨演唱會「G-Emotion FINAL ～for you～」

2012年
- 3月7日，於日本發行演唱會紀錄DVD「G-Emotion FINAL ～for you～」
- 3月10日，睽違已久再度站上早安舞台，參加於東京武道館舉辦之「夢幻早安少女組。第一章終幕 勇者們、集合吧」演唱會，與吉澤瞳和保田圭演唱「ちょこっとLOVE」、「BABY!恋にKNOCK OUT!」以及早安時期的名曲「ザ☆ピ~ス!」，此場活動為後藤真希一日限定復出。

2014年
- 4月28日，開設新的官方Blog「後藤真希的Blog G-motion[1]。」
- 6月16日，於個人官方Blog宣布將擔任女性雜誌「Alifis」的首席監督，歷經2年後再度重回演藝圈活動[2]。
- 6月18日，披露將參與6月26日的「TV東京音樂祭」，首次回歸音樂節目[3]。
- 7月，結婚[4]。

2015年
- 12月7日，誕下女兒。[5]

2016年
- 10月30日，宣佈再度懷孕五個月。[6]

2017年
- 3月24日 6點14分，誕下兒子。[7]

2019年
- 3月，被週刊文春揭露外遇，她隨後坦承確實與前男友發生性關係。[8]

2020年
- 3月20日成立YouTube頻道，分享遊戲、美妝等生活主題，其中有不少是玩《魔物獵人》的影片，並公開表示自己是該系列的忠實粉絲。
- 9月30日應邀參加《東京電視台音樂祭2020》，與「AKB48」同台，她站上C位與AKB成員柏木由紀、岡田奈奈等人演唱暢銷名曲《Heavy Rotation》播出後日媒以「世界最可愛的35歲」讚聲肯定。
- 12月20號 舉行線上Live 出道20週年紀念演唱會。 後藤真希 20th anniversary special online event。

2022年
- 以裝扮金星的名義參加《日本蒙面歌王（日语：ザ・マスクド・シンガー）》第二季並獲勝。

2023年
- 10月25日，作為慶祝出道25週年活動的一部分，宣佈以的身份成為VTuber，並於翌日出道。[9]

2024年
- 12月31日，參與第8屆桃色歌合戰。

## 人物
音樂製作人淳君曾評價後藤真希擁有穩定的歌唱技巧和優良的自我表現能力，外形和歌唱實力均不同於眾，期待度很高。淳君選拔早安少女組。3期生時，以「十年一遇的人才」為由選後藤為成員（原定兩位名額）。
家中有兩個姐姐和一個弟弟，弟弟是前歌唱團體EE JUMP成員後藤祐樹，現為千葉縣八街市議會議員。

## 團體經歷
團體
- 1999年至2002年 - 早安少女組
- 1999年至2002年 - 小早安

限定組合
- 2002年 - ごまっとう
- 2004年 - 後浦なつみ
- 2005年 - DEF.DIVA
- 2007年 - モーニング娘。誕生10年記念隊

洗牌團體
- 2000年 - あか組4
- 2001年 - 7人祭
- 2002年 - セクシー8
- 2004年 - H.P.オールスターズ

## 音樂作品

### 個人

#### 單曲
- 2001年
  - 3月28日 - 1st 愛のバカやろう
  - 9月19日 - 2nd 溢れちゃう...BE IN LOVE
- 2002年
  - 5月9日 - 3rd 手を握って歩きたい
  - 8月21日 - 4th やる気！It's easy
  - 12月18日 - 5th サン・トワ・マミー ／君といつまでも
- 2003年
  - 3月19日 - 6th うわさのSEXY GUY
  - 6月18日 - 7th スクランブル
  - 8月27日 - 8th 抱いてよ！PLEASE GO ON
  - 11月27日 - 9th 原色GAL 派手に行くべ!
- 2004年
  - 3月17日 - 10th サヨナラのLOVE SONG
  - 7月7日 - 11th 橫濱蜃気樓
  - 11月17日 - 12th さよなら「友達にはなりたくないの」
- 2005年
  - 7月6日 - 13th スッピンと淚。
- 2006年
  - 1月25日 - 14th 今にきっと…In My LIFE
  - 6月7日 - 15th ガラスのパンプス
  - 10月11日 - 16th SOME BOYS! TOUCH
- 2007年
  - 4月11日 - 17th シークレット

### 專輯銷量
| 年份 | 資訊                                                                                      | Oricon週榜排行 | 首週銷量 | 累積銷量 |
| ---- | ----------------------------------------------------------------------------------------- | -------------- | -------- | -------- |
| 2003 | マッキングGold① - 發行日期：2003年2月5日                                                  | 4              | 75,465   | 104,999  |
| 2004 | ②ペイント イット ゴールド - 發行日期：2004年1月24日                                       | 4              | 39,724   | 52,040   |
| 2005 | 3rd ステーション - 發行日期：2005年2月23日                                                | 11             | 26,150   | 32,356   |
| 2005 | 後藤真希 プレミアムベスト(1) - 發行日期：2005年12月15日                                   | 10             | 22,470   | 29,627   |
| 2007 | How to Use Sexy - 發行日期：2007年9月19日                                                 | 18             | 11,727   | 14,996   |
| 2009 | Sweet Black (迷你專輯) - 發行日期：2009年9月16日                                          | 26             | 5,630    | 7,019    |
| 2010 | ONE (迷你專輯) - 發行日期：2010年6月28日                                                  | 10             | 11,547   | 14,445   |
| 2010 | Maki Goto Complete Best Album 2001-2007 (Singles & Rare Tracks) - 發行日期：2010年9月22日 | 74             | 1,920    | 2,357    |
| 2011 | Gloria (迷你專輯) - 發行日期：2011年1月12日                                               | 22             | 7,166    | 9,046    |
| 2011 | Love(迷你專輯) - 發行日期：2011年5月5日                                                   | 17             | 4,630    | 5,693    |
| 2011 | 愛言葉(VOICE) - 發行日期：2011年11月2日                                                   | 8              | 7213     | 9,000    |

#### 專輯
- 2003年2月5日 - マッキングGOLD①
- 2004年1月28日 - ②ペイント イット ゴールド
- 2005年2月23日 - 3rd ステーション
- 2005年12月14日 - 後藤真希 プレミアムベスト(1)（精選專輯）
- 2007年9月19日 - How to use SEXY
- 2010年9月22日 - COMPLETE BEST ALBUM 2001-2007 〜Singles & Rare Tracks〜（精選專輯）
- 2011年11月2日 - 愛言葉(VOICE)

#### 迷你專輯
- 2009年9月16日 - 甜蜜黑潮 SWEET BLACK feat. MAKI GOTO
- 2010年7月28日 - avex首張迷你專輯「ONE 獨一無二」
- 2011年1月12日 - avex第二張迷你專輯「Gloria 榮耀讚歌」
- 2011年5月 4日 - avex第三張迷你專輯「LOVE 愛」

#### 其他的收錄
- 2009年2月18日 - Golden LUV feat月 MAKI GOTO / ravex
- 2009年4月8日 - Fly Away House Nation Mix / HOUSE NATION
- 2009年7月29日 - CRAZY IN LOVE / DJ MAYUMI feat月MAKI GOTO with FALCO＆SHINO

#### 演唱會映像
- 2003年2月26日 FOLK SONGS 3 LIVE
- 2003年7月24日 後藤真希ファーストコンサートツアー2003春～ゴー!マッキングGOLD～
- 2004年2月25日 コンサートツアー2003秋 セクシー！マッキングGOLD
- 2004年9月15日 後藤真希コンサートツアー2004春～真金色に塗っちゃえ！～
- 2005年1月26日 後藤真希コンサートツアー2004秋 あゝ真希の調べ
- 2005年8月3日 後浦なつみコンサートツアー2005春｢トライアングルエナジー｣
- 2006年1月18日 後藤真希コンサートツアー2005秋～はたち～
- 2006年7月5日 ハロ☆プロ パーティ～！2006 ～後藤真希キャプテン公演～
- 2006年10月11日 Maki Goto SECRET LIVE at STUDIO COAST
- 2007年2月21日 後藤真希 LIVE TOUR 2006～G-Emotion～
- 2007年4月25日 ハロ☆プロ オンステージ！2007『Rockですよ！』
- 2007年11月28日 後藤真希 LIVE TOUR 2007 G-EmotionII～How to use SEXY～
- 2008年11月26日 「a-nation'08～avex ALL CAST SPECIAL LIVE～」收錄歌曲：後藤真希 Hear me
- 2009年11月18日 「a-nation'09 BEST HIT LIVE」收錄歌曲：後藤真希 Candy

### 團體
早安少女組時期
- 1999年9月9日 - 07th LOVEマシーン《戀愛機器》
- 2000年1月26日 - 08th 恋のダンスサイト《戀愛熱舞站》
- 2000年5月17日 - 09th ハッピーサマーウェディング《快樂夏日婚禮》
- 2000年9月6日 - 10th I WISH
- 2000年12月13日 - 11th 恋愛レボリューション21《戀愛革命21》
- 2001年7月25日 - 12th ザ☆ピ～ス!《The☆Peace!》
- 2001年10月31日 - 13th Mr月Moonlight～愛のビッグバンド～《Mr月 Moonlight~愛的Big Band~》
- 2002年2月20日 - 14th そうだ! We're ALIVE《是的! We're ALIVE》
- 2002年7月24日 - 15th Do It! Now

小早安
- 1999年11月25日 プッチモニ - ちょこっとLOVE
- 2000年7月26日 プッチモニ - 青春時代 1.2.3!
- 2001年2月28日 プッチモニ - BABY! 恋にKNOCK OUT!
- 2001年11月14日 プッチモニ - ぴったりしたいX'mas!

洗牌團體
- 2000年3月8日 あか組4 - 赤い日記帳
- 2001年7月4日 7人祭 - サマーれげぇ!レインボー
- 2002年7月3日 セクシー8 - 幸せですか?
- 2004年12月1日 H.P.オールスターズ - ALL FOR ONE & ONE FOR ALL!

限定組合
- 2002年11月20日 ごまっとう - SHALL WE LOVE?
- 2004年10月6日 後浦なつみ - 恋愛戦隊シツレンジャー
- 2005年10月19日 DEF月DIVA - 好きすぎて バカみたい
- 2007年1月24日 早安少女組｡誕生10年記念隊 - 僕らが生きる MY ASIA
- 2007年8月8日 早安少女組｡誕生10年記念隊 - 愛しき悪友（とも）へ

## 其他演藝相關

### 日劇
- 2001年 醫家姊妹
- 2002年 伊豆的踊子
- 2002年 年輕爸爸
- 2003年 Ｒ·Ｐ·Ｇ
- 2005年 義經

### 電影
- 2000年 ピンチランナー
- 2002年 ナマタマゴ
- 2002年 仔犬ダンの物語
- 2003年 青春ばかちん料理塾
- 2004年 Promise Land～クローバーズの大冒険～
- 2006年 手指/指(Matsumoto Seicho Special: Yubi)

### 音樂劇
- 2001年 - LOVEセンチュリー～夢はみなけりゃ始まらない～
- 2002年 - モーニング・タウン
- 2003年 - けん&メリーのメリケン粉オンステージ!
- 2004年 - サヨナラのLOVE SONG
- 2007年 - 劇団シニアグラフィティ第4回公演 ハロプロ篇 後藤真希座長公演～昭和歌謡シアター 『横須賀ストーリー』～

### 寫真集
- 2001年11月1日 後藤真希写真集「後藤真希」（ワニブックス）
- 2003年3月21日 後藤真希写真集「maki」（ワニブックス）
- 2003年6月1日 後藤真希BOX入り写真集 「more maki」（ワニブックス）
- 2004年4月25日 後藤真希写真集「PRISM」（ワニブックス）
- 2004年7月22日 アロハロ!後藤真希写真集（角川書店）
- 2005年4月26日 後藤真希写真集「Dear…」（ワニブックス）
- 2006年8月21日 後藤真希写真集「FOXY FUNGO」（ワニブックス）
- 2011年11月27日 後藤真希写真集「go to natura...」（ワニブックス）

演唱會寫真集
- 2003年9月30日 後藤真希 in Hello! Project2003夏（竹書房）
- 2003年8月13日「青春ばかちん料理塾」&「17才～旅立ちのふたり」ビジュアルブック（講談社）
- 2004年3月13日 後藤真希 in Hello! Project 2004 Winter（竹書房）
- 2004年6月30日 Maki Goto Photobook Concert Tour '04 Spring ～真金色に塗っちゃえ!～（竹書房）
- 2004年9月29日 後藤真希 in Hello! Project 2004 summer（竹書房）
- 2005年7月6日 後浦なつみライブ写真集「TRIANGLE ENERGY」（竹書房）
- 2005年10月27日 後藤真希+メロン記念日 Hello!Project2005夏の歌謡ショー―05’セレクション!コレクション!（大誠社）
- 2006年4月7日 後藤真希&松浦亜弥 Hello! Project 2006 Winter 全員集go!（竹書房）

## 外部連結
- 後藤真希官方網站 （页面存档备份，存于）（日語）
- J-WAVE SWEET BLACK GIRLS （页面存档备份，存于）（日語）
- 後藤真希的Blog G-motion （页面存档备份，存于）（日語）
- YouTube上的ゴマキのギルド頻道（日語）
- YouTube上的ゴマキとオウキ☆頻道（日語）
- YouTube上的ぶいごま頻道（日語）
- 後藤真希的Instagram帳戶